# Anapisa monotonia
Anapisa monotonia är en fjärilsart som beskrevs av Sergius G. Kiriakoff 1963. Anapisa monotonia ingår i släktet Anapisa och familjen björnspinnare. Inga underarter finns listade i Catalogue of Life.